# Кофи Крик (Калифорнија)
Кофи Крик (енгл. Coffee Creek) насељено је место без административног статуса у америчкој савезној држави Калифорнија.

## Демографија
По попису из 2010. године број становника је 217.
| Група             | 2000.    | 2010.       |
| Белци             | 0 (0,0%) | 187 (86,2%) |
| Афроамериканци    | 0 (0,0%) | 0 (0,0%)    |
| Азијати           | 0 (0,0%) | 5 (2,3%)    |
| Хиспаноамериканци | 0 (0,0%) | 16 (7,4%)   |
| Укупно            | 0        | 217         |